# Гайфутдинова, Алина Альбертовна
Алина Альбертовна Гайфутдинова (род. 10 апреля 2005, Ижевск) — российская пловчиха, призёр чемпионатов России, обладательница Кубка России, мастер спорта России международного класса (2024). Серебряный призёр чемпионата мира 2025 года.

## Биография
Гайфутдинова родилась 10 апреля 2005 года в Ижевске, Удмуртия. Брат Шамиль также занимается плаванием.
В августе 2023 года переехала в Обнинск.

## Карьера
Гайфутдинова — воспитанница ижевской школы плавания, тренируется под руководством Натальи Козловой, представляла Удмуртию, а затем Калужскую область.
В 2020 году удостоена звания «Мастер спорта России», в 2024 году — «Мастер спорта России международного класса».
С 2023 года постоянно занимает призовые места на чемпионатах России как в коротком, так и большом бассейнах, является обладательницей Кубка России 2024 года на дистанциях 50 и 100 метров на спине.
В декабре 2024 года, имея нейтральный статус от World Aquatics, приняла участие в чемпионате мира на короткой воде в Будапеште. В составе эстафетной команды участвовала в заплыве на дистанции 4 по 100 метров вольным стилем.
На чемпионате мира 2025 года в Сингапуре завоевала серебряную медаль в смешанной эстафете 4×100 метров вольным стилем, выступив в предварительном заплыве.

## Документы
- Приказ о присвоении звания «Мастер спорта России»
- Приказ о присвоении звания «Мастер спорта России международного класса»